# 익재 영정
익재 영정(益齋 影幀)은 대한민국 경상북도 경주시 안강읍에 있는, 고려 후기의 학자인 익재 이제현(1287년 ∼ 1367년) 선생의 초상화이다. 1985년 8월 5일 경상북도의 문화재자료 제90호로 지정되었다.

## 개요
고려 후기의 학자인 익재 이제현(1287∼1367) 선생의 초상화이다.
이제현은 충선왕이 원나라에 세운 만권당에서 조맹부 등과 함께 고전을 강론하였고, 벼슬이 문하시중에까지 올랐으며, 말년에는 왕명으로 실록을 편찬하기도 하였다. 성리학을 전파하고 발전시키는데에도 중요한 역할을 하였으며,『익재난고』·『익재집』·『역옹패설』등 많은 저서를 남겼다.
선생의 초상화는 모두 4점이 전하고 있는데, 이 초상화는 그 중 하나로, 왼쪽을 바라보고 의자에 앉아 있는 전신상이다. 소매가 넓고 비단으로 테두리를 두른 심의(深衣)를 입고 있으며, 손은 맞잡아 소매 속에 넣고 있다.
작자는 알 수 없으며, 전하는 바로는 조선 숙종 13년(1688)에 제작하여 구강서원에 보관하였다고 하는 것으로 보아, 이전에 그려놓은 국립중앙박물관본이나 가산서원본을 옮겨 그린 것으로 추측된다.

## 같이 보기
- 이제현

## 참고 자료
- 익재 영정 - 국가유산청 국가유산포털